# Rhyacophila karila
Rhyacophila karila là một loài Trichoptera trong họ Rhyacophilidae. Chúng phân bố ở miền Tân bắc.